# Kleine sleedoornpage
De kleine sleedoornpage (Satyrium acaciae) is een vlinder uit de familie Lycaenidae (kleine pages, vuurvlinders en blauwtjes).

## Kenmerken
De spanwijdte bedraagt ongeveer 10 millimeter.

## Verspreiding en leefgebied
De soort komt voor in de zuidelijke helft van Europa, met uitzondering van het uiterste zuiden, en in Klein-Azië. Na jarenlange afwezigheid werden verschillende jaren op rij imago's waargenomen nabij Torgny in België. Echter de dichtstbijzijnde stabiele populaties bevinden zich in de zuidelijke Eifel nabij Cochem Hij wordt gevonden tot hoogtes van 2000 meter boven zeeniveau met een voorkeur voor gebieden met stenige hellingen met lage struiken.

## Waardplanten
De kleine sleedoornpage gebruikt (zoals de meeste Europese kleine pages) sleedoorn als waardplant. 

## Ontwikkeling
De eitjes worden apart op vooral zonbeschenen takken afgezet in een vertakkingspunt. De soort overwintert als ei. Verpopping vindt plaats buiten de waardplant. De vliegtijd is juni en juli.